# Сейнт Джонс (Мичиган)
Вижте пояснителната страница за други значения на Сейнт Джонс.
Сейнт Джонс (на английски: St. Johns) е град в Мичиган, Съединени американски щати, административен център на окръг Клинтън. Намира се на 30 km северно от Лансинг. Населението му е 7887 души (по приблизителна оценка от 2017 г.).

## Известни личности
Родени в Сейнт Джонс
- Робърт Асприн (р. 1946), писател
- Лео Бърнет (1891 – 1971), бизнесмен